# Paseo de las Esculturas La Pastora
El Paseo de las Esculturas La Pastora está ubicado en la calle del mismo nombre, en el barrio El Golf de la comuna de Las Condes, en Santiago de Chile. Compuesto por 10 obras de reconocidos artistas nacionales, está concebido con un museo al aire libre.

## Historia
El paseo, que fue creado para el Bicentenario de la Independencia e inaugurado el 21 de octubre de 2010 por el alcalde Francisco de la Maza, comienza en el acceso norte del Centro Cívico de Las Condes y de su nuevo Teatro Municipal (que por el sur dan a la avenida Apoquindo), continúa en ambas aceras de la calle semipeatonal La Pastora y termina en la avenida Isidora Goyenechea. Las esculturas tienen una altura de entre tres y cuatro metros y se ubican en ambas aceras, cuatro a cada lado, más dos casi en la entrada norte del citado Centro Cívico.
Al inaugurar las diez esculturas, el alcalde Francisco de la Maza declaró: 
“Esta obra está concebida como un museo al aire libre y se complementa al Centro Cívico y el Teatro Municipal. Con el Paseo de las Esculturas se abre, y consolida a la vez, un importante barrio cultural y para las artes. Aquí el artista y su obra comparten con los transeúntes, en un espacio abierto, y que comunica dos importantes vías como lo son Apoquindo e Isidora”

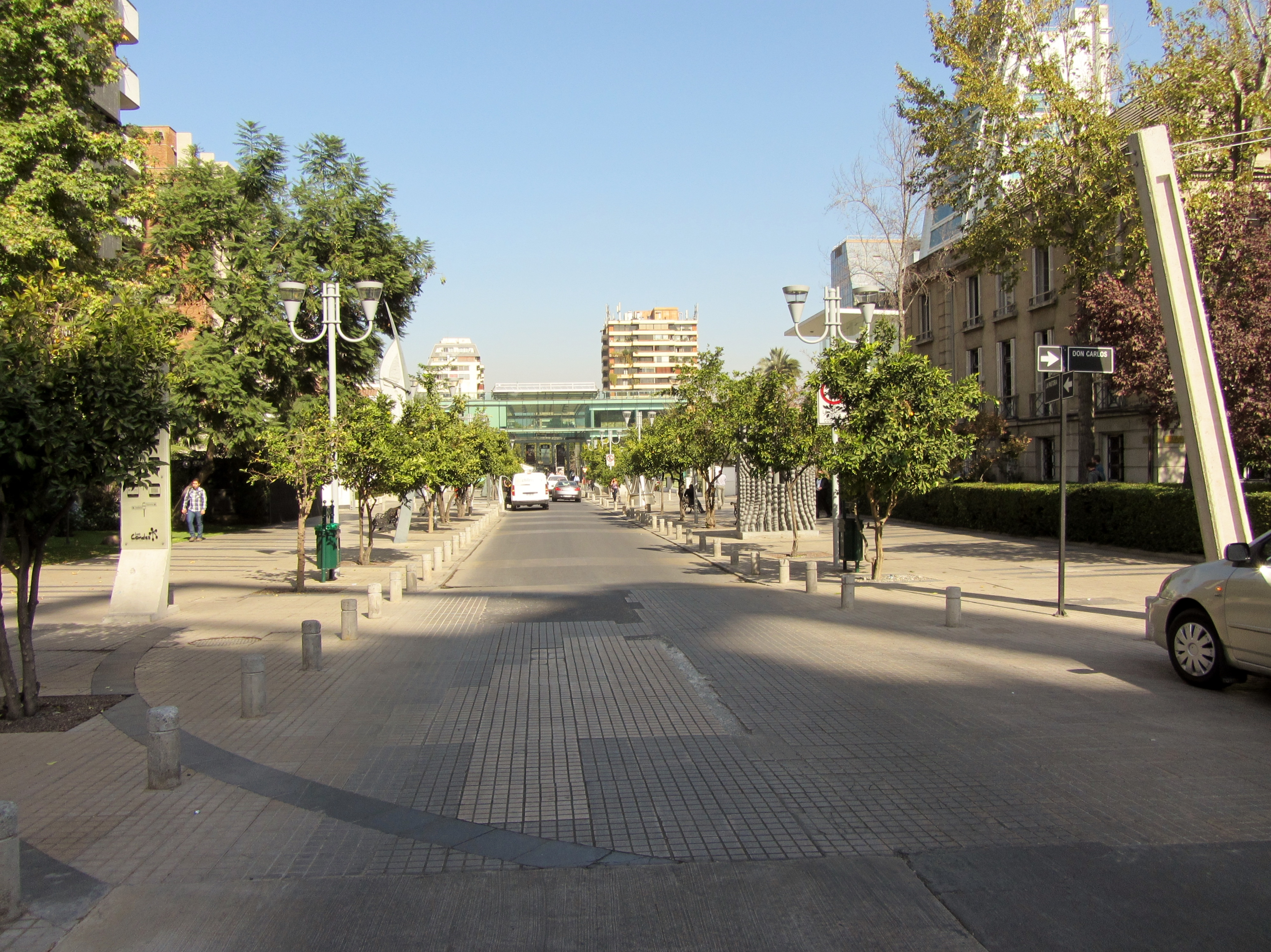
Calle La Pastora

El proyecto tuvo un costo aproximado de 300 millones de pesos y se hizo realidad gracias al aporte de empresas chilenas  —el Banco de Crédito e Inversiones (BCI), el Banco Internacional, la Compañía de Cervecerías Unidas (CCU), Celfín Capital, CorpBanca, Fundación Compañía de Acero del Pacífico S.A. (CAP), Grupo Security y Moneda Asset— que donaron las obras de los artistas Federico Assler, Cecilia Campos, Sergio Castillo , Aura Castro, Francisca Cerda, José Vicente Gajardo, Francisco Gazitúa, Mario Irarrázabal, Osvaldo Peña y Cristina Pizarro. La escultura La catedral es la última que hizo el Premio Nacional 1997 Sergio Castillo, quien falleció sin alcanzar a ver inaugurado el Paseo.
La iniciativa acogida a la Ley de Donaciones Culturales fue impulsada por la Municipalidad de Las Condes y coordinada por su Corporación Cultural, junto a las gestoras María Elena Comandari y Rosita Lira, de Artespacio.